# تاپرویر
تاپرویر (انگلیسی: Tupperware) شرکت خرده‌فروشی آمریکایی است، که در سال ۱۹۴۶ توسط ارل تاپر تأسیس شد.